# Lawrence Dobkin
Pour les articles homonymes, voir Dobkin.
Lawrence Dobkin est un acteur, réalisateur, scénariste et producteur américain né le 16 septembre 1919 à New York, État de New York (États-Unis) et mort le 28 octobre 2002 à Los Angeles (Californie).

## Filmographie

### comme acteur
- 1946 : Laughter in Paris (TV)
- 1949 : Avant de t'aimer (Not Wanted) : procureur adjoint du district
- 1949 : Le Mystérieux Docteur Korvo (Whirlpool) : Surgeon Wayne
- 1949 : Un homme de fer (Twelve O'Clock High) : Capt. Twombley (aumônier du groupe)
- 1949 : Faire face : Dr Middleton
- 1950 : Mort à l'arrivée (D.O.A.) : Dr Schaefer
- 1950 : La Femme sans loi (Frenchie) : Johnny, barman
- 1951 : The Living Christ Series (en) : Jean le Baptiste
- 1951 : Chain of Circumstance (en) de  Will Jason : Dr Callen
- 1951 : On murmure dans la ville (People Will Talk) : chef d'entreprise
- 1951 : Dans la gueule du loup (The Mob) : docteur de Clegg
- 1951 : Le Jour où la Terre s'arrêta (The Day the Earth Stood Still : physicien de l'armée
- 1951 : Bannerline (en) de  Don Weis : premier médecin
- 1951 : Angels in the Outfield : Rabbi Allen Hahn
- 1951 : On the Loose (en) : Ruegg, avocat de la défense
- 1952 : Duel dans la forêt (Red Skies of Montana) de Joseph M. Newman : Leo, guetteur
- 1952 : L'Affaire Cicéron (5 Fingers) : Santos
- 1952 : Bas les masques (Deadline - U.S.A.) de Richard Brooks : Larry Hansen, avocat de Rienzi
- 1952 : Un garçon entreprenant (Young Man with Ideas) : procureur à l'audience
- 1952 : Les requins font la loi (en) (Loan Shark) de Seymour Friedman : Walter Kerr
- 1952 : Courrier diplomatique (Diplomatic Courier) : agent russe
- 1952 : Washington Story (en) de Robert Pirosh : secrétaire du Sénat
- 1952 : Le Grand Secret (Above and Beyond), de Melvin Frank et Norman Panama : Dr Van Dyke
- 1953 : Ma and Pa Kettle on Vacation : agent américain James Farrell
- 1953 : Drôle de meurtre (Remains to Be Seen) : Capitaine
- 1953 : Jules César (Julius Caesar) : citoyen de Rome
- 1953 : Casanova Junior (The Affairs of Dobie Gillis) : M. McCandless, conseiller pédagogique
- 1954 : Riders to the Stars (en) de Richard Carlson : Dr Delmar
- 1954 : Nettoyage par le vide : Doctor
- 1954 : Des monstres attaquent la ville (Them!) : ingénieur de la ville de Los Angeles
- 1954 : Sabaka : assistant du général
- 1954 : Le Calice d'argent (The Silver Chalice) : Ephraim
- 1954 : Day of Triumph (en) : disciple
- 1955 : African Manhunt (en) de Seymour Friedman : commentateur (voix)
- 1955 : L'Enfer de Diên Biên Phu : Major Maurice Bonet
- 1955 : El Tigre (Kiss of Fire) : Padre Domingo
- 1955 : Le Témoin à abattre (Illegal) de Lewis Allen : Al Carol
- 1956 : Le tueur s'est évadé (The Killer is Loose) de Budd Boetticher : braqueur de banque
- 1956 : Si j'épousais ma femme (en) (That Certain Feeling)  de Norman Panama et Melvin Frank : Bit Part
- 1956 : Les Dix Commandements (The Ten Commandments) de Cecil B. DeMille : Hur Ben Caleb
- 1957 : The Badge of Marshal Brennan (en) d'Albert C. Gannaway (en) : Chickamon
- 1957 : Le Grand Chantage (Sweet Smell of Success) : Leo Bartha
- 1957 : Portland Exposé (en) d'Harold D. Schuster : Garnell
- 1957 : L'Ultime Chevauchée (Raiders of Old California) d'Albert C. Gannaway (en) : Don Miguel Sebastian
- 1958 : La Chaîne (The Defiant Ones) : rédacteur
- 1958 : Wild Heritage (en) de  Charles F. Haas : Josh Burrage
- 1958 : The Lost Missile (en) de 	Lester Wm. Berke : narrateur (voix)
- 1959 : Le témoin doit être assassiné (The Big Operator) de Charles F. Haas : Phil Cernak
- 1959 : Tokyo After Dark (en) de  Norman T. Herman : Maj. Bradley
- 1959 : La Mort aux trousses (North by Northwest) d'Alfred Hitchcock : fonctionnaire de l'agence de renseignement des États-Unis
- 1959 : The Gene Krupa Story : Speaker Willis
- 1959 : Les Incorruptibles, saison 1, Un gangster dans la course (Vincent "Mad Dog" Coll) : Dutch Schultz
- 1959 : Les Incorruptibles, saison 1, Le Scandaleux Verdict (The Dutch Schultz Story) : Dutch Schultz
- 1959 : Au nom de la loi (TV) : saison 2 épisode 16 (L'illusioniste/Vanishing act) : Bartolo
- 1961 : Las Vegas Beat (TV) : Fredericks
- 1962 : Geronimo d'Arnold Laven : Gen. George A. Crook
- 1962 : Le Cabinet du docteur Caligari (The Cabinet of Caligari) de Roger Kay : Dr Frank David
- 1966 : Johnny Yuma : Linus Jerome Carradine
- 1967 : Do not go gentle into that good night (TV) : Dr Gettlinger
- 1970 : Patton : Col. Gaston Bell
- 1970 : Underground : Boule
- 1972 : Les Rues de San Francisco (TV) : Gregory Praxas
- 1974 : Le Flic se rebiffe (The Midnight Man) de   Roland Kibbee et Burt Lancaster: professeur Mason
- 1979 : In Search of Historic Jesus (en) d'Henning Schellerup : Pontius Pilate
- 1980 : Hotwire : Bodine
- 1982 : K 2000, saison 1, La Taupe : Alvin B. Kincaid
- 1986 : MacGyver (saison 1, épisode 21) Affaire de conscience : Alexander Karsoff
- 1987 : MacGyver (saison 3, épisode 9) Tel père, tel fils : Professeur Julian Ryman
- 1988 : Les Orages de la guerre (War and Remembrance) (feuilleton TV) : Gen. George S. Patton
- 1990 : La Double Vie de Rock Hudson (Rock Hudson) (TV) : Raoul Walsh
- 1990 : Curiosity Kills (TV) : Harry
- 1991 : Dar l'invincible 2 (Beastmaster 2: Through the Portal of Time) : Adm. Binns
- 1991 : The Rape of Doctor Willis (TV) : gréviste
- 1992 : At Night the Sun Shines
- 1994 : Roswell (TV) : Général

### comme réalisateur
- 1958 : The Donna Reed Show (série TV)
- 1958 : L'Homme à la carabine (The Rifleman) (série TV)
- 1960 : The Andy Griffith Show (série TV)
- 1961 : Le Jeune Docteur Kildare (Dr. Kildare) (série TV)
- 1963 : Bob Hope Presents the Chrysler Theatre (en) (série TV)
- 1964 : My Living Doll (en) (série TV)
- 1965 : Le Proscrit (Branded) (série TV)
- 1965 : Seaway (en) (série TV)
- 1965 : Les Mystères de l'Ouest (The Wild Wild West) (série TV)
- 1965 : The Trials of O'Brien (série TV)
- 1968 : Les Règles du jeu (The Name of the Game) (série TV)
- 1972 : La Famille des collines (The Waltons) (série TV)
- 1973 : Intertect (TV)
- 1973 : Sixteen
- 1974 : Deux cent dollars plus les frais (The Rockford Files) (série TV)
- 1974 : The Life and Times of Grizzly Adams
- 1975 : Caribe (en) (série TV)
- 1975 : Adams of Eagle Lake (en) (TV)
- 1977 : Nashville 99 (en) (série TV)
- 1977 : The Fitzpatricks (en) (série TV)
- 1978 : Project U.F.O. (en) (série TV)
- 1980 : Les Anges gardiens (Freebie and the Bean) (série TV)
- 1983 : Lone Star Bar & Grill

### comme scénariste
- 1963 : Temple Houston (en) (série télévisée)
- 1976 : The life and times of Grizzly Adams (série télévisée)

### comme producteur
- 1954 : The Cowboy